# Grammaire polonaise

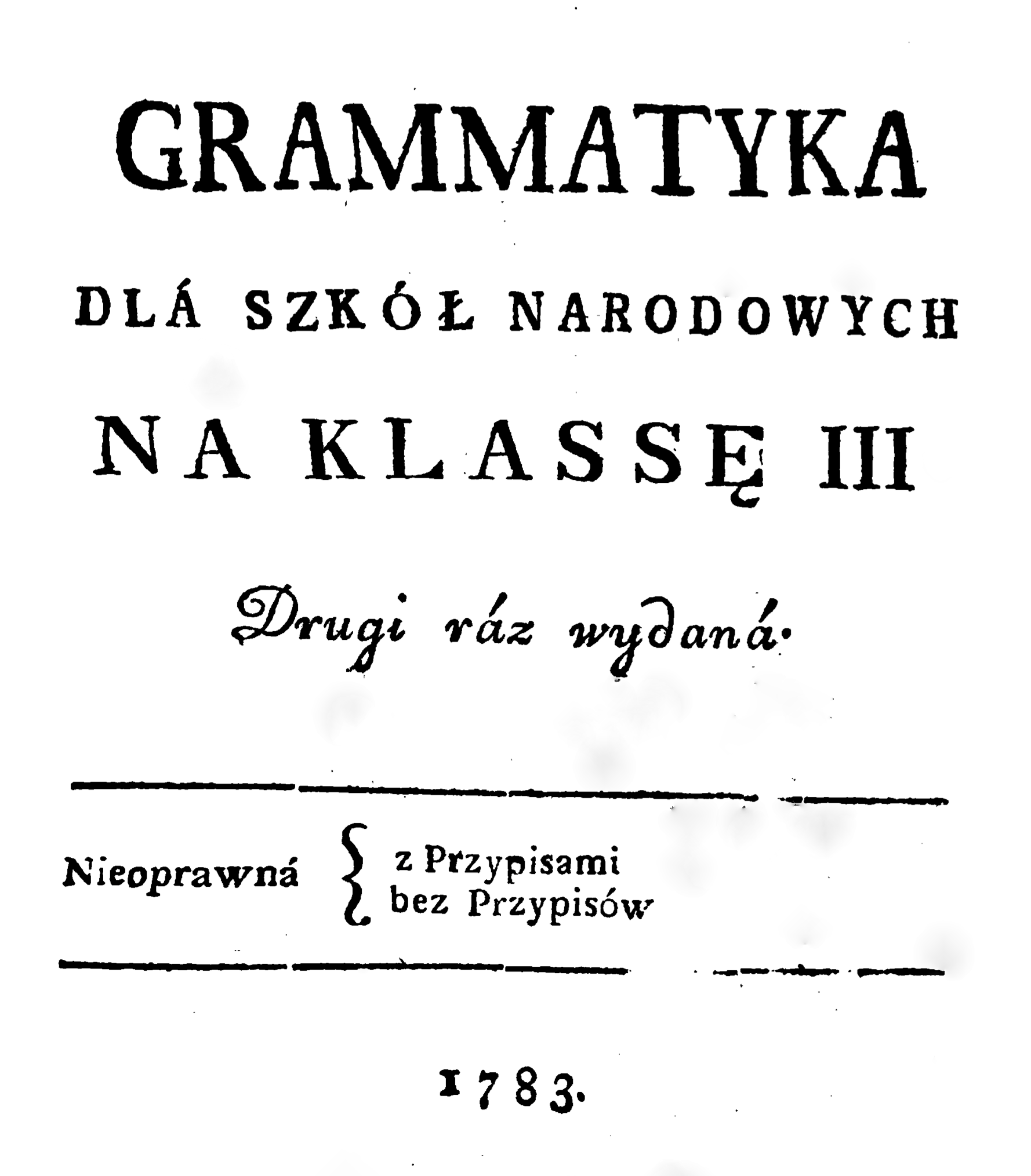
Livre de grammaire polonaise

La grammaire polonaise est l'étude de la morphologie et de la syntaxe de la langue polonaise. Le polonais partage des caractéristiques avec la plupart des autres langues slaves : déclinaisons (sept cas : nominatif, génitif, datif, accusatif, locatif, instrumental, vocatif), aspect perfectif/imperfectif des verbes, etc.

## Morphologie du polonais

### Le nom

#### Genre et nombre
Le polonais distingue les trois genres : masculin, féminin et neutre.
Les noms féminins se terminent généralement en -a, en -i, ou en consonne molle (ń, ć…), les neutres en -o, -e, -ę ou en -um, et les masculins en consonne dure.
Néanmoins les exceptions sont nombreuses. Certains genres sont cohérents avec le sens, c'est le cas des masculins poeta (poète), dziadzio (grand-père), wykładowca (enseignant). D'autres sont à apprendre.
Le masculin se divise en masculin-personnel (noms désignant un être humain), animé non-personnel (un animal), inanimé (un objet ou une idée). Au singulier, les masculins se répartissent entre animés (humains et animaux) et inanimés (objets). Au pluriel, ils se distinguent en personnels (humains) et impersonnels (animaux et objets). Souvent, les pluriels des différents genres sont communs, sauf le masculin personnel.
Le polonais moderne connaît deux nombres, singulier et pluriel. L'accord d'un nom avec un adjectif numéral suit des règles complexes, comme dans d'autres langues slaves.

#### Alternance
Les noms polonais, en particulier masculins, peuvent subir une variation de leur consonne finale au locatif singulier, ainsi qu'au nominatif singulier. Sans entrer dans le détail, la consonne finale est souvent mouillée : d/dź, t/ć, z/ź, s/ś, st/ść, zdz/źdź, sł/śl, ł/l, k/c, g/dz, ch/ś ou sz.
La voyelle précédente peut également alterner : ą/ę, ó/o, a/e, e/o, ó/e.
sąsiad/o sąsiedzie (voisin, au sujet du voisin)
lato/o lecie (été, au sujet de l'été)

### Déclinaison
La déclinaison polonaise est complexe, même pour une langue slave.
Chacun des trois genres (masculin, féminin, neutre) se divise en plusieurs déclinaisons.
Enfin, les déclinaisons se distinguent également selon la présence ou l'absence d'une mouillure finale.

#### Masculin

##### Singulier
| nominatif    | pilot (pilote, télécommande) | kot (chat) | dąb (chêne) | gość (hôte, invité) | dzień (jour) | król (roi) |
| génitif      | pilota                       | kota       | dębu        | gościa              | dnia         | króla      |
| datif        | pilotowi                     | kotu       | dębowi      | gościowi            | dniowi       | królowi    |
| accusatif    | pilota                       | kota       | dąb         | gościa              | dzień        | króla      |
| instrumental | pilotem                      | kotem      | dębem       | gościem             | dniem        | królem     |
| locatif      | pilocie                      | kocie      | dębie       | gościu              | dniu         | królu      |
| vocatif      | pilocie                      | kocie      | dębie       | gościu              | dniu         | królu      |

Nominatif : c'est le cas de l'étymon.
Génitif : il se forme :
- en -a pour les animés,  pour les noms de mois, de vaisselle, d'outils, de mesures, poids et monnaies, de danses, de parties du corps, pour les noms en -ik/-yk, pour les noms de villes en -burg.
- en -u pour les inanimés empruntés à d'autres langues, les idées abstraites, les collectifs (dont las, forêt), les substances, les jours, les villes en -grad, -gród, -gard, les États et régions.

Datif : il se forme en -owi, sauf : ojciec/ojcu (père), brat/bratu (frère), chłop/chłopu , (garçon), pan/panu (monsieur), kot/kotu (chat), pies/psu (chien), świat/światu (monde), ksiądz/księdzu (religieux polonais), bóg/bogu (dieu), lew/lwu (lion), diabeł/diabłu (diable), kat/katu (bourreau).
Accusatif : comme dans d'autres langues slaves, il se forme sur le nominatif des inanimés et le génitif des animés. Cependant l'accusatif en -a peut apparaître dans des tournures figées.
Instrumental : il se termine en -em, et en -iem devant g et k.
Locatif : il se termine en -´e mouillant la consonne précédente (alternance). Pour les noms se terminant par une consonne mouillée, g, k ou ch, il se forme en -u.
Vocatif : il se forme selon le locatif, sauf ojciec/ojcze, chłopiec/chłopcze. Il est peu utilisé actuellement, remplacé par le nominatif.

##### Pluriel
| nominatif    | piloci   | koty   | dęby   | goście   | dni    | królowie |
| génitif      | pilotów  | kotów  | dębów  | gości    | dni    | królów   |
| datif        | pilotom  | kotom  | dębom  | gościom  | dniom  | królom   |
| accusatif    | pilotów  | koty   | dęby   | gości    | dnie   | królów   |
| instrumental | pilotami | kotami | dębami | gośćmi   | dniami | królami  |
| locatif      | pilotach | kotach | dębach | gościach | dniach | królach  |
| vocatif      | —        | —      | —      | —        | —      | —        |

Nominatif : il existe quatre désinences (les deux premières sont les plus fréquentes) : -i, -y, -e, -owie.
- -´i pour les noms personnels en consonne dure (avec alternance) et les noms impersonnels en -g et -k. mężczyzna/mężczyźni, ptak/ptaki.
- -y pour les impersonnels en consonne dure (sauf -g et -k), les noms en -ec. kot/koty, chłopiec/chłopcy.
- -´y avec alternance pour les personnels en -g, -k, -r. doktor/doktorzy
- -e pour les noms en consonne molle, les noms d'emprunts en -ans. lekarz/lekarze, alians/alianse.
- -owie pour un nombre faible, mais croissant, de noms ; généralement des noms de lien de parenté (syn/synowie, fils), de haute distinction (król/królowie, roi, profesor/profesorowie, professeur), les mots en -n et en -ek (opiekun/opiekunowie, dziadek/dziadkowie).
- -owie se rencontre également en tant que variante pour les pluriels de mots en -log (geolodzy = geologowie), en -r (rektorzy = rektorowie), en -mistrz (burmistrze = burmistrzowie).

Génitif : il se forme en -ów, -i, -y.
- -ów pour les noms en consonne dure (pan/panów), ainsi que quelques autres (kraj/krajów, pays ; uczeń/uczniów, étudiant).
- -y pour les noms en consonne intermédiaire (talerz/talerzy, assiette ; wąż/węży, serpent).
- -i pour les noms en consonne mouillée (nauczyciel/nauczycieli, enseignant).

Datif : il se forme en -om.
Accusatif : il se forme sur le nominatif des impersonnels, sur le génitif des personnels.
Instrumental : il se forme en -ami. Certains mots le forment en -mi (przyjaciele/przyjaciółmi, amis ; ludzie/ludźmi, personnes, gens ; pieniądze/pieniędzmi, argent (pl.)).
Locatif : il se forme en -ach.
Vocatif : n'existe pas.

##### Autres particularités
Les noms en -anin perdent le suffixe -in au pluriel, et forment leur nominatif pluriel en -ie : nominatif singulier Rosjanin, datif singulier Rosjaninowi, nominatif pluriel Rosjanie, datif pluriel Rosjanom. Leur génitif pluriel est sans désinence, sauf : Amerykanów, Afrykanów, Meksykanów, republikanów.
Certains noms de pays − qui sont au pluriel en polonais − ont une déclinaison particulière au génitif et au locatif :
Czechy/Czech/Czechach (Tchéquie), Niemcy/Niemiec/Niemczech (Allemagne), Węgry/Węgrów/Węgrzech (Hongrie), Włochy/Włoch/Włoszech (Italie).
À comparer avec les noms de peuples au pluriel : Czesi/Czechów/Czechach (les Tchèques), Niemcy/Niemców/Niemcach (les Allemands), Węgrzy/Węgrów/Węgrach (les Hongrois), Włosi/Włochów/Włochach (les Italiens).

#### Neutre

##### Singulier
| nominatif    | jezioro (lac) | pole (champ) | pisklę (oisillon) | muzeum (musée) |
| génitif      | jeziora       | pola         | pisklęcia         | muzeum         |
| datif        | jezioru       | polu         | pisklęciu         | muzeum         |
| accusatif    | jezioro       | pole         | pisklę            | muzeum         |
| instrumental | jeziorem      | polem        | pisklęciem        | muzeum         |
| locatif      | jeziorze      | polu         | pisklęciu         | muzeum         |

1. Les neutres en -um ne se déclinent pas au singulier (sauf album).
2. Les neutres n'ont pas de vocatif ni d'accusatif, remplacés par le nominatif.

Locatif : il se forme en -´e avec alternance ou -u :
- en -e avec alternance pour les mots en consonne dure, sauf -k, -g, -ch (okno/oknie, fenêtre).
- en -u pour les autres, y compris les mots en consonne intermédiaire (imię/imieniu, nom ; serce/sercu, cœur ; lotnisko/lotnisku, aéroport).

##### Pluriel
| nominatif    | jeziora   | pola   | pisklęta   | muzea   |
| génitif      | jezior    | pól    | piskląt    | muzeów  |
| datif        | jeziorom  | polom  | pisklętom  | muzeom  |
| accusatif    | jeziora   | pola   | pisklęta   | muzea   |
| instrumental | jeziorami | polami | pisklętami | muzeami |
| locatif      | jeziorach | polach | pisklętach | muzeach |

Génitif : il se forme en -i, -y, sans désinence, ou rarement en -ów :
- sans désinence dans la plupart des cas.
- en -i pour les noms en consonne mouillée (narzędzie/narzędzi, outil).
- en -y pour quelques noms en consonne intermédiaire (wybrzeże/wybrzeży).
- en -ów pour les noms en -sk désignant un être animé (chłopisko/chłopisków, petit gars).

##### Autres
Certains neutres pluriels font exception :
|              | yeux            | oreilles        | enfants   |
| ------------ | --------------- | --------------- | --------- |
| nominatif    | oczy            | uszy            | dzieci    |
| génitif      | oczu / oczów    | uszu / uszów    | dzieci    |
| datif        | oczom           | uszom           | dzieciom  |
| accusatif    | oczy            | uszy            | dzieci    |
| instrumental | oczami / oczyma | uszami / uszyma | dziećmi   |
| locatif      | oczach          | uszach          | dzieciach |

Les homonymes państwo (État) et państwo (époux, mesdames-messieurs, madame et monsieur, vous de politesse) se déclinent différemment.
|           | L'État polonais  | Monsieur & Madame Nowak |
| --------- | ---------------- | ----------------------- |
| nominatif | państwo polskie  | państwo Nowakowie       |
| accusatif | państwo polskie  | państwa Nowaków         |
| locatif   | państwie polskim | państwu Nowakach        |

#### Féminin

##### Singulier
| nominatif    | żona  | męka | Ania | róża | pani  | noc  | brew  |
| génitif      | żony  | męki | Ani  | róży | pani  | nocy | brwi  |
| datif        | żonie | męce | Ani  | róży | pani  | nocy | brwi  |
| accusatif    | żonę  | mękę | Anię | różę | panią | noc  | brew  |
| instrumental | żoną  | męką | Anią | różą | panią | nocą | brwią |
| locatif      | żonie | męce | Ani  | róży | pani  | nocy | brwi  |
| vocatif      | żono  | męko | Aniu | różo | pani  | nocy | brwi  |

Le nominatif se forme en -a (le plus souvent), -i, ou sans désinence.
Le génitif se forme :
- en -i pour les mots en -g et -k, pour les mots en consonne molle ou labiale.
- en -y pour les mots en consonne dure ou intermédiaire.

Le datif se forme :
- en -´e avec mouillure pour les mots en consonne dure.
- en -i pour les mots en consonne molle ou labiale.
- en -y pour les mots en consonne intermédiaire.

L’accusatif se forme :
- en -ę pour les mots finissant en voyelle (sauf pani : panią).
- sans désinence pour les mots finissant sans voyelle.

L’instrumental se forme en -ą.
Le locatif se forme comme le datif.
Le vocatif se forme :
- en -o pour les mots finissant en -a.
- en -i pour les mots finissant en -i et les mots en consonne molle.
- en -y pour les mots en consonne intermédiaire sans voyelle.
- en -u pour les surnoms féminins.

##### Pluriel
| nominatif    | żony   | męki   | Anie   | róże   | panie   | noce   | brwi    |
| génitif      | żon    | mąk    | Ań     | róż    | pań     | nocy   | brwi    |
| datif        | żonom  | mękom  | Aniom  | różom  | paniom  | nocom  | brwiom  |
| accusatif    | żony   | męki   | Anie   | róże   | panie   | noce   | brwi    |
| instrumental | żonami | mękami | Aniami | różami | paniami | nocami | brwami  |
| locatif      | żonach | mękach | Aniach | różach | paniach | nocach | brwiach |
| vocatif      | —      | —      | —      | —      | —       | —      | —       |

Le nominatif se forme :
- en -y pour les noms en consonne dure + -a, et en consonne intermédiaire sans voyelle.
- en -e pour les noms en consonne molle avec voyelle, ainsi que quelques exceptions : dłoń/dłonie (paume), gałąź / gałęzie (branche), noc / nocy ou noce (nuit).
- en -i pour les mots en -k et -g, et pour les mots en consonne molle sans voyelle. Noter également wieś / wsi ou wsie (village).

Le génitif se forme :
- sans désinence pour la plupart des mots finissant en voyelle.
- en -i pour certains mots en consonne molle sans voyelle, pour certains mots en consonne suivie de nia (powierzchnia / powierzchni, surface), les mots en ownia, arnia, ernia, alnia, elnia (kawiarnia / kawiarni café, bistro), ea, eja (idea / idei idée).
- les mots en ja peuvent prendre un -i (zbroja / zbroi arme) ou une désinence vide (żmija / żmij serpent).

L’accusatif se forme comme le nominatif.
L’instrumental se forme en -ami, sauf :

kość / koścmi, nić / nićmi

dłoń / dłońmi ou dłoniami, gałąź / gałęźmi ou gałęziami.

#### Autres
Certains noms propres se déclinent, d'autres non. S'il existe des règles, elles sont relativement complexes par rapport au risque d'avoir à décliner un nom propre en polonais.
- Ni Mirabeau, ni Delacroix ne se déclinent, mais on citera les powieści Juliusza Verne'a (romans de Jules Verne).

- Monsieur Nowak (Pan Nowak) se décline, mais le nom de Madame Nowak (Pani Nowak) ne se décline pas, sauf à utiliser les formes féminines désuètes ou familières Nowakowa ou Nowakówna. De plus, l'absence de déclinaison pour les noms en consonne est parfois tolérée (z panem Janem Nowak).

Rappelons ici la déclinaison de Monsieur, Madame, qui sert également de forme de politesse.
|              | Monsieur | Madame, Mademoiselle | Messieurs | Mesdames, Mesdemoiselles | Mesdames & Messieurs |
| ------------ | -------- | -------------------- | --------- | ------------------------ | -------------------- |
| nominatif    | Pan      | Pani                 | Panowie   | Panie                    | Państwo              |
| génitif      | Pana     | Pani                 | Panów     | Pań                      | Państwa              |
| datif        | Panu     | Pani                 | Panom     | Paniom                   | Państwu              |
| accusatif    | Pana     | Panią                | Panów     | Panie                    | Państwa              |
| instrumental | Panem    | Panią                | Panami    | Paniami                  | Państwem             |
| locatif      | Panie    | Pani                 | Panach    | Paniach                  | Państwu              |
| vocatif      | Panie    | Pani                 | Panowie   | Panie                    | Państwo              |

### L'adjectif qualificatif
L'adjectif polonais se décline comme le nom ; il possède en particulier la distinction de genre masculin personnel ou impersonnel. Les différents degrés de comparaison se déclinent de même.
Enfin, le polonais ne connaît la forme courte de l'adjectif russe que pour un nombre restreint d'adjectifs: ciekaw (ciekawy), godzien (godny), gotów (gotowy), łaskaw (łaskawy), pełen (pełny), pewien (pewny), wesół (wesoły), winien (winny) et zdrów (zdrowy).
Les adjectifs rad et wart n'ont que cette forme adjectivale courte.

#### Déclinaison
Au singulier, les trois genres sont distingués. Au pluriel, le masculin personnel suit une déclinaison particulière.
|              | masculin             | neutre | féminin | pl. m. pers. | pluriel autre |
| ------------ | -------------------- | ------ | ------- | ------------ | ------------- |
| nominatif    | obcy                 | obce   | obca    | obcy         | obce          |
| génitif      | obcego               | obcego | obcej   | obcych       | obcych        |
| datif        | obcemu               | obcemu | obcej   | obcym        | obcym         |
| accusatif    | nominatif ou génitif | obce   | obcą    | obcych       | obce          |
| Instrumental | obcym                | obcym  | obcą    | obcymi       | obcymi        |
| locatif      | obcym                | obcym  | obcej   | obcych       | obcych        |

L’accusatif des masculins animés suit le génitif. Pour les masculins inanimés et les neutres, il suit le nominatif.
Il existe deux déclinaisons de l'adjectif.
- La déclinaison en -y est indiquée ci-dessus. Elle concerne les adjectifs en consonne dure, intermédiaire, ou -ch.
- La déclinaison en -i concerne les adjectifs en consonne molle, en -k et en -g. Les  désinences sont mouillées quand elle commencent en e (drogie) et en y (drogim).

Enfin, le nominatif pluriel masculin personnel peut être :
- en -´i avec alternance pour les adjectifs en consonne dure ou molle, ainsi qu'en -ż, -sz, -rz.
- en -y pour les autres adjectifs en consonne intermédiaire, ainsi qu'en -g, -k, -r. Pour ces trois derniers cas, l'alternance est de règle : wysoki/wysocy haut, tęgi/tędzy compact, chory/chorzy malade.

#### Degrés de comparaison
Le comparatif de supériorité se forme en -sz- pour les adjectifs dont la racine se termine par une seule consonne (śmiały / śmielszy, stary / starszy). Les  suffixes -k-, -ek-, -ok- tombent (brzydki / brzdszy). Certaines alternances sont possibles (wysoki / wyższy, drogi / droższy, wesoły / weselszy, …).
Le comparatif de supériorité se forme en -´ejsz- avec alternance pour les adjectifs dont la racine se termine par plusieurs consonnes (uprzejmy / uprzejmiejszy, mądry / mądrzejszy ou mędrszy, żyzny / żyźniejszy). 
Enfin, les exceptions suivantes sont à apprendre : dobry / lepszy bon / meilleur, zły / gorszy mauvais / pire, mały / mniejszy petit / inférieur, wielki, duży / większy grand, gros / supérieur, lekki / lżejszy léger / plus léger.
Le superlatif de supériorité s'exprime par le préfixe naj- devant le comparatif (dobry / najlepszy).
Enfin, on peut également former, spécialement pour les adjectifs d'origine étrangère, par l'emploi de bardziej (plus) et najbardziej (le plus).

#### Emploi
L'adjectif se place avant le nom lorsqu'il précise une qualité de l'objet, et après quand il compose une appellation.
| biały kot - chat blanc kot domowy - chat domestique |

### Les nombres

#### Adjectifs cardinaux
Jeden (1) se décline complètement (jeden, jedna, jedno) y compris au pluriel (jedni, jedne) avec le sens « les uns », « certains ». Jedni państwo — pewni państwo.

Jeden ne se décline pas à la fin d'un nombre (do dwudziestu jeden lat).

Dwa (2) se décline, et admet des variantes. Sur ce modèle se déclinent aussi obydwa, oba (les deux).
|              | m. impers. et neutre | féminin        | masculin personnel            |
| ------------ | -------------------- | -------------- | ----------------------------- |
| nominatif    | dwa                  | dwie           | dwaj dwóch / dwu +génitif pl. |
| génitif      | dwóch / dwu          | dwóch / dwu    | dwóch / dwu                   |
| datif        | dwom / dwu           | dwom / dwu     | dwom / dwu                    |
| accusatif    | dwa                  | dwie           | dwóch                         |
| instrumental | dwoma / dwu          | dwoma / dwiema | dwoma / dwu                   |
| locatif      | dwóch / dwu          | dwóch / dwu    | dwóch / dwu                   |

Trzy (3) et cztery (4) se déclinent de même.
|              | m. impers. et neutre | féminin          | masculin personnel                               |
| ------------ | -------------------- | ---------------- | ------------------------------------------------ |
| nominatif    | trzy, cztery         | trzy, cztery     | trzej, czterej trzech, czterech +génitif pluriel |
| génitif      | tzech, czterech      | tzech, czterech  | tzech, czterech                                  |
| datif        | trzem, czterem       | trzem, czterem   | trzem, czterem                                   |
| accusatif    | trzy, cztery         | trzy, cztery     | trzech, czterech                                 |
| instrumental | trzema, czterema     | trzema, czterema | trzema, czterema                                 |
| locatif      | trzech, czterech     | trzech, czterech | trzech, czterech                                 |

Les nombres suivants se déclinent comme pięć (5).
|              | m. impers. et neutre | féminin           | masculin personnel      |
| ------------ | -------------------- | ----------------- | ----------------------- |
| nominatif    | pięć                 | pięć              | pięciu +génitif pluriel |
| génitif      | pięciu               | pięciu            | pięciu                  |
| datif        | pięciu               | pięciu            | pięciu                  |
| accusatif    | pięć                 | pięć              | pięciu                  |
| instrumental | pięciu / pięcioma    | pięciu / pięcioma | pięciu / pięcioma       |
| locatif      | pięciu               | pięciu            | pięciu                  |

Les nombres suivants sont sześć (sześćiu, 6), siedem (siedmiu, 7), osiem (ośmiu, 8), dziewięć (dziewięciu, 9), dziesięć (dziesięciu, 10), jedenaście (jedenastu, 11), dwanaście (dwunastu, 12), …, dwadzieścia (dwudziestu, 20), …

### L'adverbe

#### Formation
Les adjectifs qualificatifs peuvent former des adverbes sous la forme :
- -o : mały / mało, tani / tanio
- -´e : dobry / dobrze, zły / źle

Ces deux se distinguent vaguement suivant la consonne finale (molle ou intermédiaire pour -o, dure pour -e), mais cette règle suit tant d'exception, que certains adjectifs admettent deux adverbes : wysoki / wysoko (haut), wysoce (hautement, très) ; smutny / smutno, smutnie.
- po + -u : po polsku (en polonais), ou po + -emu : po staremu (à l'ancienne)
- z + -a : z daleka (de loin), na + -o : na prawo (à droite), ou za + -o : za zimno.
- po + -e pour les nombres : po pierwsze (premièrement)

Les adverbes peuvent se former sur des noms ou des groupes nominaux : czasem (parfois, littéralement «par temps»), wprzód ou w przód auparavant (littéralement «en devant»).

#### Degrés de comparaison
Le comparatif de supériorité se forme en -´ej (zimno / zimniej, prosto / prościej). Comme pour les adjectifs, les suffixes -k, -ek, -ok tombent (daleko / dalej). Le superlatif de supériorité se forme par le préfixe naj- ajouté au comparatif.
On retrouve les mêmes exceptions que pour l'adjectif : dobrze / lepiej bien / mieux, mało / mniej peu / moins, lekko / lżej légèrement / plus légèrement, źle / gorzej mal / pire, dużo / więcej beaucoup / plus.
Le polonais permet également de former le comparatif de supériorité par bardziej (plus), et le superlatif par najbardziej (le plus).

### Les pronoms

#### Les pronoms personnels
|              | je       | tu         | il            | il/elle neutre | elle | nous | vous | ils m. pers. | ils/elles | se réflexif |
| nominatif    | ja       | ty         | on            | ono            | ona  | my   | wy   | oni          | one       |             |
| génitif      | mnie     | ciebie/cię | jego/go/niego | jego/go/niego  | jej  | nas  | was  | ich          | ich       | siebie/się  |
| datif        | mnie/mi  | tobie/ci   | jemu/mu/niemu | jemu/mu {?}    | jej  | nam  | wam  | im           | im        | sobie       |
| accusatif    | mnie/mię | ciebie/cię | jego/go       | je             | ją   | nas  | was  | ich          | je        | siebie/się  |
| instrumental | mną      | tobą       | nim           | nim            | nią  | nami | wami | nimi         | nimi      | sobą        |
| locatif      | mnie     | tobie      | nim           | nim            | niej | nas  | was  | nich         | nich      | sobie       |

- Le polonais distingue à la troisième personne du pluriel les masculins personnels (oni) des autres (one).
- La forme de politesse ne se construit pas comme en français, mais à partir du mot Pan.
- Lorsqu'il est indiqué deux ou trois formes, 
  - la première s'emploie en position d'emphase :
    - après une préposition (pour les 1re et 2e personnes),
    - en tête de phrase,
    - pour marquer l'insistance.

  - la deuxième s'emploie dans les autres cas.
  - la troisième s'emploie après une préposition : dla niego, u nich. Le style littéraire peut la réduire à -ń : zań = za niego. Voir les entrées suivantes : bezeń, dlań, doń, nadeń, nań, odeń, oń, podeń, poń, przedeń, przezeń, uń, weń, zań, zeń.
- Le pronom réflexif n'a pas de nominatif, car il est impossible de le trouver à ce cas.

#### Les pronoms interrogatifs
| ..           | qui  | quoi  |
| nominatif    | kto  | co    |
| génitif      | kogo | czego |
| datif        | komu | czemu |
| accusatif    | kogo | co    |
| instrumental | kim  | czym  |
| locatif      | kim  | czym  |

#### Adjectifs et pronoms possessifs
Les adjectifs possessifs sont : mój mon, twój ton, jego / jej son, nasz notre, wasz votre, ich leur, swój leur (réfléchi). Ils servent également de pronoms possessifs.
- À la troisième personne (jego, jej, ich), on utilise les pronoms correspondants au génitif. Ils ne se déclinent pas.
- Les autres pronoms se déclinent et s'accordent sur le modèle de l'adjectif.
  - mój, twój, swój perdent l'accent sur le ó à toutes les formes.
  - On peut rencontrer dans le style livresque des formes courtes pour ces pronoms : moje = me, moja = ma, mojego = mego, moich = mych, …
  - nasz et wasz se déclinent également : nasz, nasza, nasi, …

#### Autres pronoms
tyle (tant, autant) et ile (combien) se déclinent comme des adjectifs numéraux. Ils forment leurs cas obliques et leur masculin personnel en tylu, ilu : ilu ludzi combien de personnes.
Les pronoms indéfinis se forment grâce aux suffixes -ś, -kolwiek, au mot bądź placé après, ou aux mots lada et byle placés avant : ktoś quelqu'un, ilekolwiek autant que ce soit, co bądź ce que l'on veut, lada kto peu importe qui, byle jaki peu importe quel…

Dans ces constructions, les pronoms se déclinent : kogoś de quelqu'un.

### Les verbes

#### Aspects
Le polonais, comme les autres langues slaves, distingue fortement deux aspects.
Cette distinction est essentielle pour la conjugaison : les verbes perfectifs n'ont pas de présent, leur temps de base étant un futur. Les verbes imperfectifs ont le présent comme temps de base, leur futur se forme par l'auxiliaire być (être).
Presque tous les verbes polonais vont donc par paire imperfectif/perfectif.
- dans un grand nombre de cas, l'imperfectif se forme en -wać : wydawać/wydać, kupować/kupić.
- très souvent également, adjoindre un préfixe rend le verbe perfectif : pisać/napisać, robić/zrobić.
- parfois, l'imperfectif est en -ać et le perfectif en -ić : rzucać/rzucić, wracać/wrócić.
- malheureusement, il n'existe aucune règle : wziąć/brać, powiedzieć/mówić.

##### Présent
Ce temps compose le présent des verbes imperfectifs et le futur des verbes perfectifs.

###### 1reconjugaison
La première conjugaison est suivie par :
- les verbes en -c (piec,biec, strzec),
- les verbes en consonne + ć (nieść, wieźć),
- les verbes en -ować (rysować, rachować) : dans ce cas le suffixe devient -uj (rysuję).
- les verbes en -ąć (dąć, dźwignąć),
- les verbes en -ić, -yć, -uć monosyllabiques ou composés sur des monosyllabiques (pić, żyć, wyżyć, pluć)
- certains verbes en -ać et en -eć (pisać, chcieć).

|    | brać      | pisać    | łapać    |
| -- | --------- | -------- | -------- |
| 1S | biorę     | piszę    | łapię    |
| 2S | bierzesz  | piszesz  | łapiesz  |
| 3S | bierze    | pisze    | łapie    |
| 1P | bierzemy  | piszemy  | łapiemy  |
| 2P | bierzecie | piszecie | łapiecie |
| 3P | biorą     | piszą    | łapią    |

On notera que quand la première personne du singulier se termine en consonne dure (biorę), la troisième personne du pluriel fait de même. Dans tous les autres cas, le radical est mouillé.
On notera également une modification de la voyelle du radical due à l'alternance : brać / biorę / bierzesz, jechać / jadę / jedziesz.

###### 2econjugaison
La deuxième conjugaison regroupe :
- les verbes en -ić, -yć dissyllabiques (mówić, tańczyć),
- certains verbes en -ać et en -eć (spać, widzieć).

|    | mówić   | leżeć   |
| -- | ------- | ------- |
| 1S | mówię   | leżę    |
| 2S | mówisz  | leżysz  |
| 3S | mówi    | leży    |
| 1P | mówimy  | leżymy  |
| 2P | mówicie | leżycie |
| 3P | mówią   | leżą    |

Le i apparaît après une consonne mouillée, le y après une consonne dure. Si la consonne est intermédiaire, suivant l'infinitif, on peut avoir i avec alternance (nosić, noszę, nosisz), ou y sans alternance (kroczyć, kroczę, kroczysz).

###### 3econjugaison
La troisième conjugaison concerne certains verbes en -ać et en -eć (słuchać, rozumieć).
|    | słuchać   | mieć  | rozumieć   |
| -- | --------- | ----- | ---------- |
| 1S | słucham   | mam   | rozumiem   |
| 2S | słuchasz  | masz  | rozumiesz  |
| 3S | słucha    | ma    | rozumie    |
| 1P | słuchamy  | mamy  | rozumiemy  |
| 2P | słuchacie | macie | rozumiecie |
| 3P | słuchają  | mają  | rozumieją  |

Trois verbes forment leur troisième personne du pluriel avec dzą : jeść (jedzą), dać (dadzą), wiedzieć (wiedzą).
Certains verbes en -ywać peuvent suivre la première ou la troisième conjugaisons : dokonywać, oddziaływać, wykonywać, zgadywać, czytywać, porównywać :  dokonuję ou dokonywam, …

###### być(être)
|    | być       |
| -- | --------- |
| 1S | jestem    |
| 2S | jesteś    |
| 3S | jest      |
| 1P | jesteśmy  |
| 2P | jesteście |
| 3P | są        |

##### Passé
Le passé se forme de la même manière pour les deux aspects perfectif et imperfectif. Il dérive d'un participe (en -ł, -ła, -li,…) suffixé d'une terminaison. Cela explique qu'il varie selon les trois personnes et selon les genres et nombres comme l'adjectif (masculin singulier, féminin singulier, neutre singulier, masculin personnel pluriel, autre pluriel). Les deux premières personnes du neutre singulier ne sont logiquement pas utilisées : un être humain parlera de lui-même, et s'adressera à une deuxième personne, au masculin ou au féminin.
|              | masculin singulier | féminin singulier | neutre singulier | masc. pers. pl. | autre pluriel |
| ------------ | ------------------ | ----------------- | ---------------- | --------------- | ------------- |
| 1re personne | czytałem           | czytałam          |                  | czytaliśmy      | czytałyśmy    |
| 2e personne  | czytałeś           | czytałaś          |                  | czytaliście     | czytałyście   |
| 3e personne  | czytał             | czytała           | czytało          | czytali         | czytały       |

Aux deux premières personnes, les terminaisons (en italique) peuvent se séparer du verbe et de suffixer à une conjonction, un pronom interrogatif ou personnel, un adverbe.
Coście mu powiedzieli ? = Co mu powiedzieliście ? (que lui avez-vous dit ?)
Myśmy mu nic nie mówili. = Nic mu nie mówiliśmy. (nous ne lui avons rien dit)
L'accent tonique est porté sur la troisième dernière syllabe aux deux premières personnes du pluriel (non sur l'avant-dernière comme cela est la règle en polonais) (pisaliśmy). Après une consonne, le -ł final ne se prononce pas (mógł [muk]).
Le passé des verbes en -e- ou -ą- subit une alternance.
|                                   | masculin singulier | féminin singulier | neutre singulier | masc. pers. pl. | autre pluriel |
| --------------------------------- | ------------------ | ----------------- | ---------------- | --------------- | ------------- |
| verbes en -e- (mieć)              | miałem, …          | miałam, …         | miało            | mieliśmy, …     | miałyśmy, …   |
| verbes en -e- et consonne (nieść) | niosłem, -ś niósł  | niosłam, …        | niosło           | nieśliśmy, …    | niosłyśmy, …  |
| verbes en -ą- (wziąć)             | wziąłem, …         | wzięłam, …        | wzięło           | wzięliśmy, …    | wzięłyśmy, …  |
| verbes formés sur wsiąść          | wsiadłem, …        | wsiadłam, …       | wsiadło          | wsiedliśmy, …   | wsiadłyśmy, … |
| verbes formés sur jeść            | jadłem, …          | jadłam, …         | jadło            | jedliśmy, …     | jadłyśmy, …   |
| verbes formés sur iść             | szedłem, …         | szłam, …          | szło             | szliśmy, …      | szłyśmy, …    |

Les verbes en -ną- ou -nę- peuvent perdre ce suffixe (rosnąć : rósł, rosła), le conserver (zamknąć : zamknął, zamknęła), ou admettre les deux formes (kwitnąć : kwitnął/ kwitł, kwitnęła/kwitła).

##### Futur
Le futur des verbes perfectifs se forme comme un présent (rappelons que les perfectifs n'ont pas de présent).
Le futur des verbes imperfectifs se forme avec l'auxiliaire być (être) suivi de l'infinitif ou de la forme en -ł/-l du passé (sans la terminaison de la personne).
| 1S | będę pisać      | będę pisał (pisała, pisało)     |
| 2S | będziesz pisać  | będziesz pisał (pisała, pisało) |
| 3S | będzie pisać    | będzie pisał (pisała, pisało)   |
| 1P | będziemy pisać  | będziemy pisali (pisały)        |
| 2P | będziecie pisać | będziecie pisali (pisały)       |
| 3P | będą pisać      | będą pisali (pisały)            |

##### Impératif

###### Forme de base
L'impératif à la deuxième personne du singulier (va !) se forme sur la base du présent sans terminaison.
- pour la première conjugaison, sur le radical de la 2e personne du singulier : nieść, niesiesz : nieś!, jechać, jedziesz : jedź!
- pour les deuxième et troisième conjugaison, sur le radical de la 3e personne du pluriel :leżeć, leżą : leż!, powiedzieć, powiedzą : powiedz!

Les verbes se terminant par plusieurs consonnes ajoutent un suffixe -yj ou -ij (rwać, rwę : rwij!, biegnąć, biegnę : biegnij!). Les verbes en -b´, -p´, -w´ perdent la mouillure (mówić, mówię : mów!). L'alternance o/ó est courante (robić : rób!, stać : stój!). L'impératif de być est bądź. D'autres impératifs sont irréguliers.

###### Autres personnes
Les première et deuxième personnes du pluriel de l'impératif (allons !, allez !) se forment en ajoutant les terminaisons -my et -cie : iść, idź, idźmy, idźcie.
Les troisièmes personnes du singulier et du pluriel (qu'il aille !, qu'ils aillent !), qui constituent également les formules de politesse, se forment grâce à la particule niech suivie de la forme correspondante au présent : mówić, niech mówi, niech mówią.

##### Conditionnel
Le polonais ne distingue pas conditionnels présent et passé.
Le conditionnel se forme sur le passé en insérant -by avant la terminaison personnelle.
Ex : czytać, czytałbym, czytałabym, czytalibyśmy, czytałybyśmy, ….
L'accent tonique est le même que celui du passé ; il peut donc être porté par la quatrième syllabe avant la fin (pisalibyście).
La marque du conditionnel (by et terminaison) peut se détacher du verbe.
zaraz byś poszla.
prosili, żebym przyszedł.